# CMEA (cryptographie)
Pour les articles homonymes, voir CMEA.
Meilleure cryptanalyse
David Wagner, Bruce Schneier et John Kelsey en 1997
Cellular Message Encryption Algorithm (CMEA) est un algorithme de chiffrement par bloc utilisé pour les communications en téléphonie mobile aux États-Unis. CMEA est une des quatre primitives cryptographiques décrites par le Telecommunications Industry Association (TIA) dès 1992. Les spécifications seront mises à jour en 1995. 
D'autres algorithmes sont basés sur CMEA : ECMEA et SCEMA.
Le chiffrement se décompose en trois parties : 
- une transformation non linéaire sur le bloc
- une transformation linéaire basée sur un XOR entre les deux parties du bloc
- une transformation non linéaire, inverse de la première

CMEA est décrit par la patente US 5,159,634.

## Cryptanalyse
En 1997, David Wagner, Bruce Schneier et John Kelsey publient une cryptanalyse qui montre de nombreuses vulnérabilités dans CMEA. La NSA fut soupconnée d'avoir rendu CMEA et son utilisation plus faible mais l'organisation a réfuté ces accusations et son rôle dans la conception de CMEA. Les cryptanalystes découvrent plusieurs propriétés : 
- CMEA est son propre inverse, chaque clé est dite « faible » car chiffrer un message deux fois avec la même clé permet de retrouver le message original
- CMEA travaille dans le mode opératoire ECB, ce qui rend les attaques plus faciles
- un bit d'information peut être récupéré très facilement, le complément du bit de poids faible dans le texte chiffré correspond au bit de poids faible dans le message en clair
- CMEA utilise des boîtes de transposition (T-Box) avec des propriétés propices à des attaques
- CMEA fait appel à une table nommée CaveTable qui présente un fort biais statistique

Il est possible de forger des attaques à texte clair connu avec seulement une dizaine de messages pour une complexité de 224. Une autre attaque, à texte clair choisi, nécessite en moyenne 338 textes. Elle est très efficace et ne demande que peu de calculs. CMEA est donc un chiffrement faible et une autre primitive du standard de la TIA, Oryx, ne manquera pas d'être attaquée par les mêmes experts la même année.